# College of the Holy Cross
College of the Holy Cross är ett liberal arts college i Worcester i Massachusetts. Lärosätet grundades 1843.

## Personer med koppling till högskolan

### Nobelpristagare
- Joseph E. Murray, 1990 (Fysiologi eller medicin)

### Kända alumner och forskare

#### Forskning
- John L. Esposito, professor i Mellanösternstudier

#### Politik och samhälle
- Tim Bishop, politiker, representanthusledamot
- Thomas A. Burke, politiker, senator
- Bob Casey, politiker, senator
- Robert P. Casey, politiker, guvernör
- Mark DeSaulnier, politiker, representanthusledamot
- Edward D. DiPrete, politiker, guvernör
- John A. Durkin, politiker, senator
- Anthony Fauci, direktör vid National Institute of Allergy and Infectious Diseases
- Martin B. McKneally, politiker, representanthusledamot
- Michael McNulty, politiker, representanthusledamot
- Jim Moran, politiker, representanthusledamot
- Maurice J. Murphy, politiker, senator
- John P. O'Brien, politiker, borgmästare i New York
- Frank Shakespeare, diplomat
- Clarence Thomas, domare vid USA:s högsta domstol
- David I. Walsh, politiker, guvernör, senator
- Peter Welch, politiker, representanthusledamot, senator
- James A. Wright, politiker, representanthusledamot

#### Underhållning och konst
- Vito Acconci, performancekonstnär
- Ann Dowd, skådespelare
- Edward P. Jones, författare